# Карневал (филм)
„Карневал“ је југословенски филм из 1968. године. Режирао га је Јоаким Марушић, а сценарио је писао Миодраг Кренчер.

## Улоге
| Глумац         | Улога |
| -------------- | ----- |
| Вања Драх      |       |
| Емил Кутијаро  |       |
| Вика Подгорска |       |